# Дистрибутивний аналіз
Дистрибутивний аналіз (лат. distributio – розподіл) — методика дослідження мови на основі оточення (розподілу) окремих одиниць у тексті; метод лінгвістичного дослідження, при якому класифікація мовних одиниць і вивчення їх властивостей виробляються виключно на основі розподілу (дистрибуції) цих одиниць в потоці мови, тобто на основі їх сполучуваності з іншими одиницями, які називаються оточенням, або контекстом, цих одиниць.

## Загальна характеристика
Дистрибутивний аналіз був розроблений представниками дескриптивної лінгвістики. Вони у своїх працях опираються на положення про те, що різні мовні елементи мають різне оточення. Оскільки оточення кожного елемента є своєрідним, специфічним, неповторним, то на його основі можна докладно вивчити досліджуваний мовний елемент. Так, наприклад, почувши слово вудити, кожен легко вгадає його «партнера» рибу. Перед англійським am завжди знаходиться англійське І, а перед німецьким bist — du. 
Можливість використання дистрибутивної методики при аналізі мовних явищ виходить із розуміння, що кожна мовна одиниця має своє особливе оточення, тобто в дистрибутивних властивостях мовної одиниці реалізуються її внутрішні властивості, які відображають її функціональну роль. Немає двох одиниць, оточення яких би повністю збігалося.

## Практичне значення
Дистрибутивний аналіз є корисним для машинного перекладу (на основі оточення визначають значення багатозначного слова) і для дешифрування невідомих текстів.